# 고진 (언론인)
고진(高進, 1944년 9월 1일 ~ )은 대한민국 前 언론인이자 前 정치가이며 前 기업가이다.

## 주요 이력

### 주요 경력
- 1971년 MBC 문화방송 보도 기자 입사.
- MBC 문화방송 보도본부장
- 한국방송기자클럽 부회장
- 전라남도 목포문화방송 사장
- 방송문화진흥회 전임이사
- 한국방송영상산업진흥원 원장
- 국민중심당 전임고문 겸 전임위원
- 바른정당 전임고문

### 학력
- 서울 경기고등학교 졸업
- 연세대학교 정치외교학과 학사